# L'Âge de glace 4 (bande originale)
Pour les articles homonymes, voir Âge de glace (homonymie).
Albums de John Powell
L'Âge de glace 3
(2009) L'Âge de glace 5
(2016)
Ice Age: : Continental Drift - Original Motion Picture Score, est la bande originale distribué par Varèse Sarabande, du film américain d'animation de Steve Martino et Michael Thurmeier, L'Âge de glace 4 : La Dérive des continents, sortis en 2012.

## Liste des titres
Toute la musique est composée par John Powell.
| 1.    | Morning Peaches                    | 2:22 |
| 2.    | Schism                             | 2:28 |
| 3.    | Storm                              | 3:50 |
| 4.    | No Exit Gutt                       | 5:37 |
| 5.    | Escape from Captivity              | 3:02 |
| 6.    | New Loves                          | 4:50 |
| 7.    | Hydraxes/Prison TalK               | 2:57 |
| 8.    | Diversion                          | 3:57 |
| 9.    | Pirating the Pirates               | 4:37 |
| 10.   | Teen Cave                          | 4:42 |
| 11.   | Sirens                             | 2:35 |
| 12.   | Land Bridge Trap                   | 8:22 |
| 13.   | Herd Reunion                       | 3:08 |
| 14.   | Scrat’s Fantasia on a Theme by LVB | 5:30 |
| 57:57 |                                    |      |

## Musiques additionnelles
- Outre les titres présents, sur l'album, on entend aussi durant le film les morceaux suivants [1] :
  - Symphony No. 9
    - Écrit par Ludwig van Beethoven
    - Interprétée par The Hollywood Studio Symphony

  - Chasing the Sun
    - Écrit par Example et Alex Smith
    - Interprétée par The Wanted

  - We Are Family
    - Écrit par Ester Dean' and FRESHM3N III'
    - Interprétée par Keke Palmer